# Fabiana foliosa
Fabiana foliosa är en potatisväxtart som först beskrevs av Carlos Luis Spegazzini, och fick sitt nu gällande namn av S.C. Arroyo. Fabiana foliosa ingår i släktet Fabiana och familjen potatisväxter. Inga underarter finns listade i Catalogue of Life.